# Damernas sprint i bancykling vid olympiska sommarspelen 2004
Damernas sprint i bancykling vid olympiska sommarspelen 2004 ägde rum i Athens Olympic Sports Complex. Cyklisterna körde tre varv runt banan. Av de 750 metrarna räknades endast de sista 200 som officiell tid.

## Medaljörer
| Event           | Guld                    | Silver                    | Brons                  |
| Damernas sprint | Lori-Ann Muenzer Kanada | Tamilla Abassova Ryssland | Anna Meares Australien |

## Resultat

### Kvalifikation
| Placering | Namn                                   | Tid (s) | Genomsnittlig hastighet (km/h) |
| --------- | -------------------------------------- | ------- | ------------------------------ |
| 1         | Anna Meares (AUS)                      | 11.291  | 63.767                         |
| 2         | Natallia Tsylinskaya (BLR)             | 11.364  | 63.357                         |
| 3         | Tamilla Abassova (RUS)                 | 11.364  | 63.357                         |
| 4         | Lori-Ann Muenzer (CAN)                 | 11.380  | 63.268                         |
| 5         | Yvonne Hijgenaar (NED)                 | 11.400  | 63.157                         |
| 6         | Simona Krupeckaitė (LTU)               | 11.430  | 62.992                         |
| 7         | Svetlana Grankovskaya (RUS)            | 11.456  | 62.849                         |
| 8         | Daniela Greluis Larreal Chirinos (VEN) | 11.597  | 62.085                         |
| 9         | Jennie Reed (USA)                      | 11.622  | 61.951                         |
| 10        | Victoria Pendleton (GBR)               | 11.646  | 61.823                         |
| 11        | Katrin Meinke (GER)                    | 11.655  | 61.776                         |
| 12        | Evgenia Radanova (BUL)                 | 12.457  | 57.798                         |

### Åttondelsfinaler
| Heat 1 | 11.927 s |   |                                            |
| Heat 1 | 11.927 s | 1 | Anna Meares Australien                     |
| Heat 1 | 11.927 s | 2 | Evegenia Radanova Bulgarien                |
| Heat 2 | 11.846 s |   |                                            |
| Heat 2 | 11.846 s | 1 | Natallia Tsylinskaya Belarus               |
| Heat 2 | 11.846 s | 2 | Katrin Meinke Tyskland                     |
| Heat 3 | 11.714 s |   |                                            |
| Heat 3 | 11.714 s | 1 | Tamilla Abassova Ryssland                  |
| Heat 3 | 11.714 s | 2 | Victoria Pendleton Storbritannien          |
| Heat 4 | 11.881 s |   |                                            |
| Heat 4 | 11.881 s | 1 | Lori-Ann Muenzer Kanada                    |
| Heat 4 | 11.881 s | 2 | Jennie Reed USA                            |
| Heat 5 | 11.849 s |   |                                            |
| Heat 5 | 11.849 s | 1 | Daniela Greluis Larreal Chirinos Venezuela |
| Heat 5 | 11.849 s | 2 | Yvonne Hijgenaar Nederländerna             |
| Heat 6 | 11.872   |   |                                            |
| Heat 6 | 11.872   | 1 | Simona Krupeckaitė Litauen                 |
| Heat 6 | 11.872   | 2 | Svetlana Grankovskaya Ryssland             |

### Uppsamling
| Heat 1 | 12.015 s | 59.925 km/h |   |                                   |
| Heat 1 | 12.015 s | 59.925 km/h | 1 | Svetlana Grankovskaya Ryssland    |
| Heat 1 | 12.015 s | 59.925 km/h | 2 | Jennie Reed USA                   |
| Heat 1 | 12.015 s | 59.925 km/h | 3 | Evgenia Radanova Bulgarien        |
| Heat 2 | 12.132 s | 59.347 km/h |   |                                   |
| Heat 2 | 12.132 s | 59.347 km/h | 1 | Katrin Meinke Tyskland            |
| Heat 2 | 12.132 s | 59.347 km/h | 2 | Yvonne Hijgenaar Nederländerna    |
| Heat 2 | 12.132 s | 59.347 km/h | 3 | Victoria Pendleton Storbritannien |

#### Klassificering 9-12
| Plats | Cyklist                           | Tid      | Hastighet   |
| ----- | --------------------------------- | -------- | ----------- |
| 1     | Victoria Pendleton Storbritannien | 12.699 s | 56.697 km/h |
| 2     | Jennie Reed USA                   |          |             |
| 3     | Yvonne Hijgenaar Nederländerna    |          |             |
| 4     | Evgenia Radanova Bulgarien        |          |             |

### Kvartsfinaler
| Heat                        | Tid                         | Plats                      | Cyklist                                    |
| --------------------------- | --------------------------- | -------------------------- | ------------------------------------------ |
| Heat 1                      | 1:a: 11.916 s 2:a: 12.048 s |                            |                                            |
| Heat 1                      | 1:a: 11.916 s 2:a: 12.048 s | 1                          | Anna Meares Australien                     |
| Heat 1                      | 1:a: 11.916 s 2:a: 12.048 s | 2                          | Katrin Meinke Tyskland                     |
| Heat 2                      | 1:a: 11.945 s 2:a: 12.085 s |                            |                                            |
| Heat 2                      | 1:a: 11.945 s 2:a: 12.085 s | 1                          | Svetlana Grankovskaya Ryssland             |
| Heat 2                      | 1:a: 11.945 s 2:a: 12.085 s | 2                          | Natallia Tsylinskaya Belarus               |
| Heat 3                      |                             |                            |                                            |
| 1:a: 11.993 s 3:e: 11.914 s | 1                           | Tamilla Abassova Ryssland  |                                            |
| 2:a: 12.632 s               | 2                           | Simona Krupeckaitė Litauen |                                            |
| Heat 4                      | 1:a: 12.064 s 2:a: 11.888 s |                            |                                            |
| Heat 4                      | 1:a: 12.064 s 2:a: 11.888 s | 1                          | Lori-Ann Muenzer Kanada                    |
| Heat 4                      | 1:a: 12.064 s 2:a: 11.888 s | 2                          | Daniela Greluis Larreal Chirinos Venezuela |

#### Klassificering 5-8
| Plats | Cyklist                                    | Tid      | Hastighet   |
| ----- | ------------------------------------------ | -------- | ----------- |
| 1     | Natallia Tsylinskaya Belarus               | 11.364 s | 63.357 km/h |
| 2     | Katrin Meinke Tyskland                     |          |             |
| DNF   | Simona Krupeckaitė Litauen                 |          |             |
| DSQ   | Daniela Greluis Larreal Chirinos Venezuela |          |             |

### Semifinaler
| Heat                             | Tid | Plats                          | Cyklist |
| -------------------------------- | --- | ------------------------------ | ------- |
| SF 1                             |     |                                |         |
| 2nd race: 12.101 s 3:e: 12.185 s | 1   | Lori-Ann Muenzer Kanada        |         |
| 1:a: 11.802 s                    | 2   | Anna Meares Australien         |         |
| SF 2                             |     |                                |         |
| 2:a: 11.965 s 3:e: 11.894 s      | 1   | Tamilla Abassova Ryssland      |         |
| 1:a: 11.893 s                    | 2   | Svetlana Grankovskaya Ryssland |         |

#### Bronsmatch
| Plats | Cyklist                        | Tid                         |
| ----- | ------------------------------ | --------------------------- |
| 1     | Anna Meares Australien         | 1:a: 12.042 s 2:a: 11.822 s |
| 2     | Svetlana Grankovskaya Ryssland |                             |

### Final
| Plats | Cyklist                   | Tid                         |
| ----- | ------------------------- | --------------------------- |
| 1     | Lori-Ann Muenzer Kanada   | 1:a: 12.126 s 2:a: 12.140 s |
| 2     | Tamilla Abassova Ryssland |                             |